# Saga de Fénix Oscura
La Saga de Fénix Oscura es una historia de los superhéroes X-Men. Es uno de los más reconocidos arcos argumentales de la historia de estos héroes mutantes, donde la protagonista es la mutante Jean Grey. En este se narra la transformación de Jean Grey al convertirse en la entidad cósmica conocida como Fénix y más tarde en la corrompida versión Fénix Oscura.
Después de enterarse en haber tenido el fenix desde que nació y al aceptarlo se convirtió en la corona del Fénix.

## Historia

### La Saga de Fénix
En una misión al espacio la mutante Jean Grey se ve envuelta en un grave problema con sus poderes telepáticos en la cual casi muere. Jean telepáticamente le pide ayuda al Fénix el cual toma su cuerpo como poseedor de la fuerza cósmica “él fénix”,  la Fuerza Fénix pidió a Grey permitirle utilizar su cuerpo para sus propios fines. Contrario a lo que se pensó, la Fuerza Fénix no poseyó a Grey, sino que "recreó" o "clonó" su cuerpo, aunque permitió que un fragmento del alma de Grey quedara en su nuevo cuerpo. Acto seguido, Fénix encerró a la verdadera Grey (en estado de animación suspendida), en un "capullo" que colocó en el fondo del mar, frente a las costas de Nueva York. Los X-Men creyeron que Fénix era la verdadera Grey. La Fuerza Fénix se quedó con los X-Men solo por un corto período de tiempo. Ella evitó la destrucción completa del universo mediante la reparación de la matriz energética dañada en el centro del Cristal M'Kraan, dañada por el Emperador Shi'Ar D´Ken. Durante una escaramuza con el mortífero enemigo de los X-Men, Magneto, Fénix y Bestia fueron separados de la otros X-Men, con cada grupo creyendo que el otro ha muerto. Fénix en el cuerpo de Grey, se fue de vacaciones a Europa. En Grecia, Fénix conoce a un hombre joven y guapo llamado Nikos, y pasa varios días con él. Él reveló ser Mente Maestra, un mutante con poderes ilusorios. Él comenzó a sembrar las semillas de la maldad dentro de la psique frágil de Fénix, mediante la comparación de ella con un dios.  Más tarde, Mente Maestra se le manifestó en Escocia, bajo el disfraz de Jason Wyngarde, un apuesto caballero del siglo XVIII, y continuó corrompiendo a la Fuerza Fénix al hacerle sentir sentimientos y pasiones mortales.

### La saga de Fénix Oscura
Después de un encuentro con el Club Fuego Infernal y manipulación por parte de Mente Maestra y Emma Frost, la Reina Blanca, la Fuerza Fénix se convirtió en la Reina Negra del Club. Ella se liberó del control de Mente Maestra, pero se había transformado en "Fénix Oscura". Ella luchó contra los X-Men y huyó a las estrellas, devorando las energías del sistema estelar D'Bari, para satisfacer su "hambre". Con esto, ella aniquiló a los cinco mil millones de habitantes de su cuarto planeta, y destruyó un cercano observatorio Shi'Ar. Las naves Shi'Ar abrieron fuego contra ella, antes de que regresara a la Tierra. Allí, fue derrotado en combate psiónico por el Profesor Charles Xavier, líder de los X-Men y recuperó el control. El grupo fue transportado a continuación al espacio por los Shi'Ar y sometido a un juicio por combate. La victoria parecía segura para la Guardia Imperial Shi'Ar, cuando Fénix resurgió como Fénix Oscura. Arrepentida, cometió aparente suicidio en la Luna de la Tierra ante los ojos de un horrorizado Cíclope. La Fuerza Fénix regresó entonces a su estado de ser de energía pura. Mucho más tarde, Los Vengadores y los Cuatro Fantásticos, encontraron a la verdadera Jean Grey sumergída en el océano. Esto permitió a Jean retomar su vida como miembro de X-Factor. El fragmento del alma de Jean que poseía la Fuerza Fénix, volvió a Jean en el capullo. Horrorizada por lo que había hecho, Jean la rechazó y el fragmento fue a unirse con el clon de Jean, Madelyne Pryor. Esta parte de Fénix se quedó con Madelyne hasta que ella también se suicidó y la conciencia regresó con Jean.

## En otras multimedias

### Televisión
- En la serie de televisión X-Men, la saga de Fénix Oscuro se desarrolla de una forma bastante similar a la de los cómics, excepto por la aparición de Factor X, Los Vengadores y los Cuatro Fantásticos. En la serie esta historia se desarrolla a través de nueve episodios: cinco episodios titulados La Saga del Fénix, y cuatro episodios llamados La Transformación del Fénix (La Fénix Oscura).

- En la serie X-Men: Evolution durante el episodio “Falla de energía”, Jean Grey pierde el control de sus poderes y se muestra como la entidad Fénix tiene algo que ver en esa transformación. En el último episodio de la serie, “Ascensión: Parte 2”, el profesor tiene una visión del futuro en el cual Jean se transforma en Fénix. Si la serie hubiera sido renovada a una quinta temporada, este lazo argumental se hubiera desarrollado.

- En la serie Wolverine y los X-Men, la historia de Fénix es la detonante de toda la serie. En ella se combinan las historias de Días del Futuro Pasado y La Saga del Fénix para hacer una sola historia que en su año de estreno fue un éxito.

### Cine
- Famke Janssen interpreta a Jean Grey en las tres películas, comenzando con X-Men, seguida por X2 y terminada en X-Men: The Last Stand.

- En la tercera película de X-Men, X-Men: The Last Stand, la historia de Chris Claremont, The Phoenix Saga, es el atractivo principal junto a la historia de Joss Whedon titulada Gifted del cómic Astonishing X-Men. En la película Jean "se convierte en Fénix Oscura. A temprana edad, Xavier bloquea algunos de los poderes de Jean. Esto provoca una división en la psique entre Jean y Fénix, que eventualmente la conduce a la locura. Durante la película, Jean y Fénix luchan por el dominio. Jean le dice a Wolverine que ella piensa que ella misma mató a Scott, aunque esto nunca se confirmó. Fénix destruye a Xavier y se une a Magneto. Al final, Wolverine le clava sus garras, matándola, y pone fin a la destrucción.

- En X-Men: Apocalipsis, Jean Grey es interpretada por la actriz Sophie Turner, quien en una entrevista dijo que fue contratada principalmente para mostrar el lado “Fénix” del personaje refiriéndose a su alter ego. La cinta se estrenó en mayo del 2016.

- Antes del estreno de X-Men: Apocalipsis , Simon Kinberg habló sobre rehacer la historia de la saga Dark Phoenix en una futura película de X-Men. La película de X-Men de 2019 se titula Dark Phoenix y se estrenó el 7 de junio de 2019.